# Фільмографія Марселя Даліо
Фільмографія французького актора Марселя Даліо. За час своєї кінокар'єри актор знялася у майже 190-а кіно- і телефільмах та серіалах.

## Кіно

### 1930-і
| Рік  |    | Українська назва              | Оригінальна назва                      | Роль                                              |
| ---- | -- | ----------------------------- | -------------------------------------- | ------------------------------------------------- |
| 1931 | кф | Чотири ноги                   | Les quatre jambes                      | Едгар Ландре                                      |
| 1931 | ф  | Безбілетний пасажир           | Olive passager clandestin              | Караванос                                         |
| 1932 | ф  | Ніч у готелі                  | Une nuit à l'hôtel                     | Жером                                             |
| 1934 | кф | Справи громадські             | Les affaires publiques                 | спікер / скульптор / капітан пожежників / адмірал |
| 1935 | ф  | Турандот, принцеса Китаю      | Turandot, princesse de Chine           | Іпполит                                           |
| 1935 | ф  | Повернення до раю             | Retour au paradis                      | нотаріус                                          |
| 1936 | ф  | Коли б'ють північ             | Quand minuit sonnera                   |                                                   |
| 1936 | ф  | Велика любов Бетховена        | Un grand amour de Beethoven            | Штейнер, видавець                                 |
| 1936 | ф  | Пепе ле Моко                  | Pépé le Moko                           | Л'Арбі                                            |
| 1936 | ф  | Відома людина                 | L'homme à abattre                      |                                                   |
| 1937 | ф  | Білий вантаж                  | Cargaison blanche                      | Перез                                             |
| 1937 | ф  | Марта Рішар на службі Франції | Marthe Richard au service de la France | Педро                                             |
| 1937 | ф  | Перлини корони                | Les perles de la couronne              | наперсник королеви Абіссінії                      |
| 1937 | ф  | Велика ілюзія                 | La grande illusion                     | лейтенант Розенталь                               |
| 1937 | ф  | Грізна Сараті                 | Sarati, le terrible                    | Бенуа                                             |
| 1937 | ф  | Вогняний поцілунок Неаполя    | Naples au baiser de feu                | фотограф                                          |
| 1937 | ф  | Міарка, дівчинка з ведмедем   | Miarka, la fille à l'ourse             | мер                                               |
| 1937 | ф  | Молленар                      | Mollenard                              | Геппі Джонс                                       |
| 1937 | ф  | Шері-Бібі                     | Chéri-Bibi                             | донор                                             |
| 1938 | ф  | Залізничні пірати             | Les pirates du rail                    | найманець                                         |
| 1938 | ф  | Мальтійський будинок          | La maison du Maltais                   | Маттео Гордіна, мальтійський поет і волоцюга      |
| 1938 | ф  | Вхід для артистів             | Entrée des artistes                    | слідчий суддя                                     |
| 1938 | ф  | Конфлікт                      | Conflit                                | лихвар                                            |
| 1939 | ф  | Білі рабині                   | L'esclave blanche                      | султан Сулейман                                   |
| 1939 | ф  | Опівнічна традиція            | La tradition de minuit                 | Едуар Муттер, антиквар                            |
| 1939 | ф  | Правила гри                   | La règle du jeu                        | маркіз Робер де ла Шене                           |
| 1939 | ф  | Священне дерево               | Le bois sacré                          | Закускін, танцівник                               |

### 1940-і

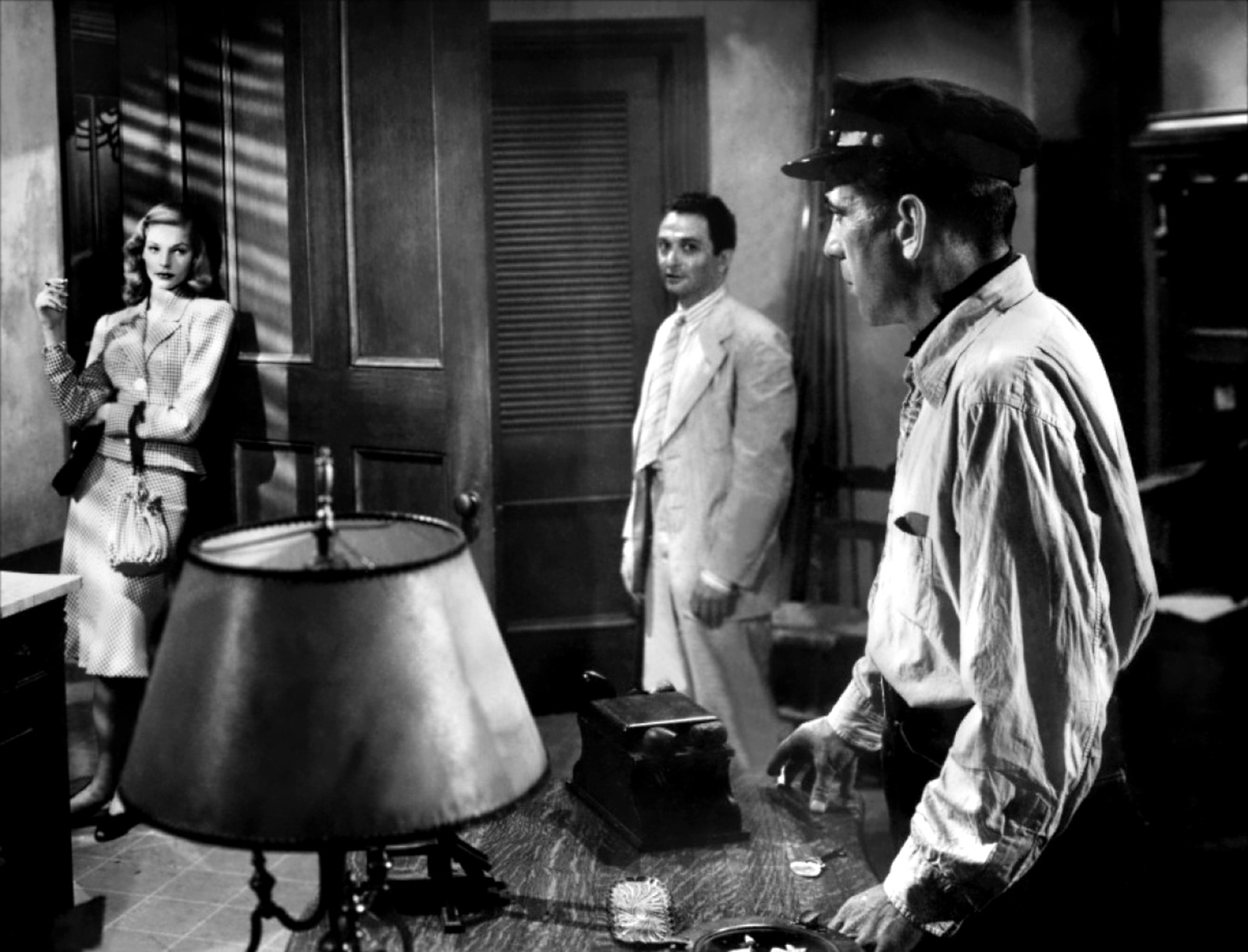
М. Даліо (по центру) у фільмі «Мати й не мати», 1944

| Рік  |   | Українська назва               | Оригінальна назва      | Роль                                   |
| ---- | - | ------------------------------ | ---------------------- | -------------------------------------- |
| 1940 | ф | Буря                           | Tempête                | Барель                                 |
| 1941 | ф | Одна ніч в Лісабоні            | One Night in Lisbon    | консьєрж                               |
| 1941 | ф | Жорстокий Шанхай               | The Shanghai Gesture   | майстер коловорота                     |
| 1941 | ф | Нечесні партнери               | Unholy Partners        | Моліно                                 |
| 1942 | ф | Касабланка                     | Casablanca             | Еміль, круп'є                          |
| 1942 | ф | Щуролов                        | The Pied Piper         | Фуке                                   |
| 1943 | ф | Сьогодні ми наступаємо на Кале | Tonight We Raid Calais | Жак Гранде                             |
| 1943 | ф | Вірна німфа                    | The Constant Nymph     | Жорж                                   |
| 1943 | ф | Париж після темряви            | Paris After Dark       | Луїджі, перукар                        |
| 1943 | ф | Пісня пустелі                  | The Desert Song        | Тарбуш                                 |
| 1943 | ф | Пісня Бернадетти               | The Song of Bernadette | Келле                                  |
| 1944 | ф | Випадок в Аравії               | Action in Arabia       | Чакка, арабський поплічник в аеропорті |
| 1944 | ф | Вільсон                        | Wilson                 | прем'єр Жорж Клемансо                  |
| 1944 | ф | Мати й не мати                 | To Have and Have Not   | Жерар «Француз»                        |
| 1945 | ф | Дзвін Адано                    | A Bell for Adano       | Зіто                                   |
| 1946 | ф | Його остання роль              | Son dernier rôle       | Ардуїн                                 |
| 1946 | ф | Петрюс                         | Pétrus                 | Лучані                                 |
| 1947 | ф | Гавань спокуси                 | Temptation Harbour     | інспектор Дюпре                        |
| 1947 | ф | Прокляті                       | Les maudits            | Ларга                                  |
| 1948 | ф | Занесений снігом               | Snowbound              | Стефано Вальдіні                       |
| 1948 | ф | Деде з Антверпена              | Dédée d'Anvers         | Марко                                  |
| 1948 | ф | Похмура неділя                 | Sombre dimanche        | Макс, редактор                         |
| 1948 | ф | Коханці з Верони               | Les amants de Vérone   | Амедео Малья                           |
| 1949 | ф | Моряк Ганс                     | Hans le marin          | Еме, невротик                          |
| 1949 | ф | Портрет убивці                 | Portrait d'un assassin | Фред                                   |
| 1949 | ф | Майя                           | Maya                   | стюард                                 |
| 1949 | ф | Загроза вбивством              | Menace de mort         | Дені                                   |

### 1950-і

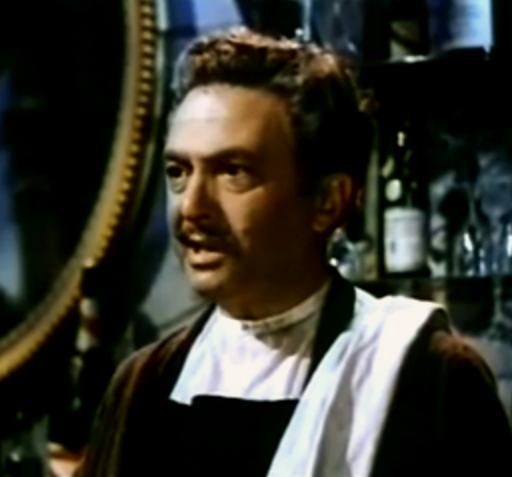
М. Даліо у фільмі «Сніги Кіліманджаро», 1952

| Рік  |   | Українська назва                       | Оригінальна назва            | Роль                       |
| ---- | - | -------------------------------------- | ---------------------------- | -------------------------- |
| 1950 | ф | Чорний Джек                            | Black Jack                   | капітан Нікареску          |
| 1950 | ф | Ворота сходу                           | Porte d'orient               | Зарапулос                  |
| 1951 | ф | На Рів'єрі                             | On the Riviera               | Філіпп Лебрікс             |
| 1951 | ф | Багаті, молоді та красиві              | Rich, Young and Pretty       | Клод Дюваль                |
| 1951 | ф | Монте Карло                            | Nous irons à Monte Carlo     | Пулос, імпресаріо          |
| 1951 | ф | Дитя Монте-Карло                       | Monte Carlo Baby             | агент Меліси Фаррель       |
| 1952 | ф | Це виглядає красиво                    | Lovely to Look at            | П'єр                       |
| 1952 | ф | Весела вдова                           | The Merry Widow              | сержант поліції            |
| 1952 | ф | Сніги Кіліманджаро                     | The Snows of Kilimanjaro     | Еміль                      |
| 1952 | ф | Щасливі часи                           | The Happy Time               | Грандпер Боннар            |
| 1953 | ф | Джентльмени віддають перевагу білявкам | Gentlemen Prefer Blondes     | магістрат                  |
| 1953 | ф | Політ в Танжер                         | Flight to Tangier            | Ґоро, імпортер / експортер |
| 1954 | ф | Везунчик                               | Lucky Me                     | Антон                      |
| 1954 | ф | Піщаний патруль                        | La patrouille des sables     | Майярд                     |
| 1954 | ф | Сабріна                                | Sabrina                      | барон Сен-Фонтанель        |
| 1954 | ф | Троє чоловіків мають померти           | Tres hombres van a morir     | Майярд                     |
| 1955 | ф | Закохані з Тахо                        | Les amants du Tage           | Порфіріо                   |
| 1955 | ф | Облава на блатних                      | Razzia sur la chnouf         | Поль Ліскі                 |
| 1955 | ф | Стрибок у пекло                        | Jump Into Hell               | сержант Тейт               |
| 1956 | ф | Диво в дощ                             | Miracle in the Rain          | Марсель, офіціант          |
| 1957 | ф | Десять тисяч спалень                   | Ten Thousand Bedrooms        | Вітторіо Касіні            |
| 1957 | ф | Китайські ворота                       | China Gate                   | батько Поль                |
| 1957 | ф | І сходить сонце                        | The Sun Also Rises           | Зізі                       |
| 1957 | ф | Ставка на мертвого жокея               | Tip on a Dead Jockey         | Тото дель Аро              |
| 1958 | ф | Ескадрилья «Лафаєт»                    | Lafayette Escadrille         | Drill Sergeant             |
| 1958 | ф | Ідеальна відпустка                     | The Perfect Furlough         | Анрі Валентен              |
| 1959 | ф | Людина, яка розуміла жінок             | The Man Who Understood Women | Ле Марн                    |
| 1959 | ф | Інтимна розмова                        | Pillow Talk                  | П'єро                      |
| 1959 | ф | Розпечений асфальт                     | Classe tous risques          | Артур Жибелен              |

### 1960-і
| Рік  |   | Українська назва            | Оригінальна назва                          | Роль                                          |
| ---- | - | --------------------------- | ------------------------------------------ | --------------------------------------------- |
| 1960 | ф | Канкан                      | Can-Can                                    | Андре, метрдотель                             |
| 1960 | ф | Зваж увесь ризик            | Classe tous risques                        | Артур Гібелін                                 |
| 1960 | ф | Нескінченна пісня           | Song Without End                           | Шелар                                         |
| 1961 | ф | Диявол о 4 годині           | The Devil at 4 O'Clock                     | Гастон                                        |
| 1961 | ф | Картуш                      | Cartouche                                  | Малішо                                        |
| 1962 | ф | Джессіка                    | Jessica                                    | Луїджі Туффі                                  |
| 1962 | ф | Маленький ліфтер            | Le petit garçon de l'ascenseur             | Антоніо                                       |
| 1962 | ф | Людський закон              | La loi des hommes                          | адвокат Плюте                                 |
| 1962 | ф | Диявол і десять заповідей   | Le diable et les 10 commandements          | ювелір (епізод «Не перелюбствуй»)             |
| 1963 | ф | Мерзотні звичаї             | L'abominable homme des douanes             | Грегуар                                       |
| 1963 | ф | Список Едріана Мессенджера  | The List of Adrian Messenger               | Макс Каруджан                                 |
| 1963 | ф | Риф Донована                | Donovan's Reef                             | батько Клузо                                  |
| 1964 | ф | У сварці                    | À couteaux tirés                           | Жан Грегор / Грегор Велоні                    |
| 1964 | ф | Неприборкний і прекрасний   | Wild and Wonderful                         | доктор Рейнар                                 |
| 1964 | ф | Монокль криво усміхається   | Le monocle rit jaune                       | Еліє Маєрфицький                              |
| 1964 | ф | Месьє складе вам компанію   | Un monsieur de compagnie                   | Сократ                                        |
| 1965 | ф | Леді Л                      | Lady L                                     | підривник                                     |
| 1966 | ф | Зроблено в Парижі           | Made in Paris                              | Джордж                                        |
| 1966 | ф | Сімнадцяте небо             | Un garçon, une fille. Le dix-septième ciel | метрдотель                                    |
| 1966 | ф | Як украсти мільйон          | How to Steal a Million                     | сеньйор Паравідео                             |
| 1966 | ф | Ніжний пройдисвіт           | Tendre voyou                               | батько Вероніки                               |
| 1967 | ф | 25-а година                 | La vingt-cinquième heure                   | Штруль                                        |
| 1967 | ф | Найдавніша професія у світі | Le plus vieux métier du monde              | Володимир Лєсков, адвокат (епізод «Сьогодні») |
| 1968 | ф | Як це прекрасно!            | How Sweet It Is!                           | Луї                                           |
| 1969 | ф | Жустін                      | Justine                                    | французький генеральний консул                |

### 1970-і— 1980-і
| Рік  |    | Українська назва                        | Оригінальна назва                       | Роль                        |
| ---- | -- | --------------------------------------- | --------------------------------------- | --------------------------- |
| 1970 | ф  | Уловка 22                               | Catch-22                                | старий в публічному будинку |
| 1970 | ф  | Велика біла надія                       | The Great White Hope                    | французький промоутер       |
| 1971 | ф  | Кохання — це весело, кохання - це сумно | L'amour c'est gai, l'amour c'est triste | мосьє Поль                  |
| 1971 | ф  | Усе що стосується кохання               | Aussi loin que l'amour                  | мільярдер                   |
| 1973 | ф  | Тато, маленькі кораблики...             | Papa, les petits bateaux...             | Буду, клошар                |
| 1973 | ф  | Покарання                               | La Punition                             | ліванець                    |
| 1973 | ф  | Пригоди рабина Якова                    | Les aventures de Rabbi Jacob            | рабин Яків                  |
| 1973 | ф  | Урсула і Грелю                          | Ursule et Grelu                         | портьє                      |
| 1974 | ф  | Із закритими очима                      | Les yeux fermés                         | літній джентльмен           |
| 1974 | ф  | Ніжність Деде                           | Dédé la tendresse                       |                             |
| 1975 | ф  | Занадто — це занадто                    | Trop c'est trop                         | Сн-П'єр                     |
| 1975 | ф  |                                         | La chatte sur un doigt brûlant          | Гектор Франбуржуа           |
| 1975 | ф  | Звір                                    | La bête                                 | герцог Раменделло де Бало   |
| 1975 | ф  | Дворушник                               | Le faux-cul                             | Коен                        |
| 1975 | ф  | Важка любов                             | Hard Love                               | метрдотель                  |
| 1976 | ф  | Крильце чи ніжка                        | L'aile ou la cuisse                     | кравець Дюшменаёёё          |
| 1977 | ф  | Урочисте причастя                       | La communion solennelle                 | старий Шарль Ґраве          |
| 1977 | ф  | Тінь замків                             | L'ombre des châteaux                    | панотець Ренар              |
| 1978 | ф  | Шкарпетка з подарунками                 | Chaussette surprise                     | церковник                   |
| 1978 | ф  | Рай багатих                             | Le paradis des riches                   | Матьє                       |
| 1978 | ф  | Почесне товариство                      | L'honorable société                     | Марсель                     |
| 1978 | ф  | Сторінка кохання                        | Une page d'amour                        | батько Фанні                |
| 1979 | кф | Білі очі                                | Le blanc des yeux                       | інтерв'юер                  |
| 1980 | ф  | Світська бригада: Карибське вуду        | Brigade mondaine: Vaudou aux Caraïbes   | Мазоєр                      |

## Телебачення
| Рік       |    | Українська назва                        | Оригінальна назва                        | Роль                  |
| --------- | -- | --------------------------------------- | ---------------------------------------- | --------------------- |
| 1952—1957 | с  | Телевізійний театр Форда                | The Ford Television Theatre              | Клод Лебек            |
| 1952—1970 | с  | Дні в долині смерті                     | Death Valley Days                        | Віктор Россо          |
| 1953—1957 | с  | Персональний секретар                   | Private Secretary                        | Армон                 |
| 1953—1962 | с  | Театр «Дженерал Електрик»               | General Electric Theater                 | Мішель                |
| 1955      | с  | Касабланка                              | Casablanca                               | капітан Рено          |
| 1955—1962 | с  | Альфред гічкок представляє              | Alfred Hitchcock Presents                | Марсель Маршан        |
| 1956—1961 | с  | Театр 90                                | Playhouse 90                             | епізод                |
| 1957—1962 | с  | Меверік                                 | Maverick                                 | барон Дюло            |
| 1958—1996 | с  | За останні п'ять хвилин                 | Les cinq dernières minutes               | Салмаловіц            |
| 1958—1961 | с  | Пітер Ганн                              | Peter Gunn                               | Антуан                |
| 1958—1964 | с  | Сансет-Стрип, 77                        | 77 Sunset Strip                          | доктор П'єр Карне     |
| 1959—1961 | с  | Крок за грань                           | Alcoa Presents: One Step Beyond          | Жан Ґабо              |
| 1959—1962 | с  | Райські пригоди                         | Adventures in Paradise                   | Жиро                  |
| 1960—1968 | с  | Молодіжний театр                        | Le théâtre de la jeunesse                | Фагін                 |
| 1961—1963 | с  | Шоу Діка Павелла                        | The Dick Powell Show                     |                       |
| 1961—1966 | с  | Бен Кейсі                               | Ben Casey                                | доктор Ернест Жоффре  |
| 1962      | тф | Олівер Твіст                            | Oliver Twist                             | Фагін                 |
| 1964      | тф | Американець у Парижі                    | American in Paris                        | Мішель                |
| 1970      | тф | Очне яблуко                             | La pomme de son oeil                     | літній джентльмен     |
| 1972      | тф | Очерет                                  | La canne                                 |                       |
| 1973      | тф | Невдоволені                             | Les mécontents                           | граф Турніль          |
| 1973      | тф | Відсутність Террі Монаган викликає жаль | La regrettable absence de Terry Monaghan | Сприрідіон            |
| 1974      | тф | Патріот                                 | Un bon patriote                          | «барон» фон Епп       |
| 1975      | с  | Супутники Елевсіна                      | Les compagnons d'Eleusis                 | Мафель                |
| 1977      | тф | Смерть кохання                          | La mort amoureuse                        | мосьє Творець         |
| 1978—1986 | с  | Нічні лікарі                            | Médecins de nuit                         | літній лікар          |
| 1982      | тф | Сім днів нареченого                     | Les sept jours du marié                  | покупець ручок        |
| 1982      | тф | Ультиматум                              | Ultimatum                                | хрещений батько мафії |
| 1982      | тф | Лонглюни                                | Les longuelune                           | лорд Екзетер          |